# 颜岐
颜岐（?—1141年），字夷仲，徐州彭城县（今江苏省徐州市）人，中国南宋大臣。
父亲颜复是宋高宗时尚书左丞。颜岐早年跟随吕希哲游学。靖康元年賜進士出身。建炎元年（1127年）从工部尚书转任中大夫、同知枢密院事，再任尚书左丞。当时金兵再次圍汴京，宋高宗召李纲为尚书右仆射兼中书侍郎，颜岐上奏说应该以金人的好恶，提拔张邦昌而贬黜李纲。李纲因此向高宗力辞相位，高宗申斥颜岐说：“如朕之立，恐亦非金人所喜”，於是命颜岐奉祠离职。建炎二年（1128年）十二月，再召颜岐担任門下侍郎。建炎三年（1129年）四月，再次罢职，以资政殿大学士提举南京（应天府商丘县）鸿庆宫。绍兴十一年（1141年）卒。